# لافينيا نورمان
لافينيا نورمان (بالإنجليزية: Lavinia Norman) هي مُدرسة أمريكية، ولدت في 14 ديسمبر 1882 في مونتغمري في الولايات المتحدة، وتوفيت في 22 يناير 1983.